# Consuelo Velázquez
Consuelo Velázquez (cũng thường gọi là Consuelito Velázquez, 21 tháng 8 năm 1916 - 22 tháng 1 năm 2005) là một nữ nghệ sĩ dương cầm và người viết bài hát người México.

## Cuộc đời và sự nghiệp
Bà sinh tại Zapotlán el Grande, Ciudad Guzmán, bang Jalisco, México. Khi lên 4 tuổi, gia đình bà di chuyển tới thành phố Guadalajara, thủ phủ bang Jalico. Năm 6 tuổi bà bắt đầu học âm nhạc và dương cầm ở "Học viện Serratos", tại Guadalajara.
Sau 9 năm học, bà di chuyển tới thành phố México, tiếp tục học nhạc, trở thành nhạc sĩ dương cầm độc tấu và giáo viên âm nhạc. Velázquez bắt đầu độc tấu dương cầm âm nhạc cổ điển với Dàn nhạc Giao hưởng Quốc gia ở Palacio de Bellas Artes (Cung Mỹ thuật ở thành phố Mexico) và với dàn nhạc đại hòa tấu của Đại học Tự trị quốc gia México cùng Đài phát thanh XEQ, sau đó bà bắt đầu viết ca khúc. Velázquez nói rằng mình chịu ảnh hưởng nhiều bởi nhà soạn nhạc người Tây Ban Nha Enrique Granados.
Velázquez đã viết nhiều bài hát như "Amar y vivir", "Verdad amarga", "Franqueza", "Que seas feliz", "Cachito", "Enamorada",..., trong đó bài "Bésame mucho" sớm nổi tiếng khắp thế giới, được dịch ra nhiều ngôn ngữ và được nhiều ca sĩ nổi tiếng biểu diễn.
Velázquez cũng làm diễn viên trong phim Noches de carnaval, của Argentina năm 1938, do July Saraceni đạo diễn. Bà cũng đóng vai nhạc sĩ dương cầm trong phim México "Se le pasó la mano" (Overdoing It) năm 1952 của đạo diễn Julian Soler và "Mis padres se divorcian" (My Parents are divorced) năm 1959. Ngoài ra bà cũng xuất hiện trong phim tài liệu về cuộc đời của chính mình "Consuelo Velázquez" năm 1992.
Bà tham gia trình diễn lần chót khi chơi dương cầm trong album Para mi...Consuelo của nữ ca sĩ México Cecilia Toussaint - album gồm những ca khúc của Velázquez sáng tác.

### Qua đời
Bà qua đời ngày 22 tháng 1 năm 2005 tại thành phố México sau khi đã nhập viện từ tháng 11 năm 2004 vì bị bệnh tim mạch. Thi hài của bà đã được quàn ở "Cung Mỹ thuật" ở thành phố Mexico cho mọi người tới viếng rồi được đem đi hỏa táng. Tro hài cốt của bà được an táng ở nhà thờ Santo Tomas Moro - nơi bà tới dâng lễ misa mỗi Chủ Nhật.

### Đời tư
Velázquez kết hôn với Mariano Rivera Conde (chết 1977). Họ có một người con, Sergio Rivera Mariano Velazquez.

## Hoạt động khác
Velázquez đã từng được bầu làm nghị sĩ Hạ viện của Nghị viện México, làm chủ tịch Hội các tác giả và nhà soạn nhạc México (Sociedad de Autores y Compositores de México), và Phó Chủ tịch Liên đoàn quốc tế các hội tác giả và nhà soạn nhạc (International Confederation of Authors and Composers Societies).

## Tác phẩm
- No me pidas nunca
- Pasional y Déjame quererte
- Amar y vivir
- Verdad Amarga
- Franqueza
- Chiqui
- Cachito
- Que seas feliz
- Enamorada,
- Orgullosa y bonita y Yo no fui
- Bésame mucho (1941[5])

## "Bésame mucho"
Ca khúc thành công nổi tiếng khắp thế giới của bà là bài Bésame Mucho, điệu bolero, được viết năm bà 16 tuổi, trước khi bà nhận được nụ hôn tình yêu đầu tiên. Theo bà, bài này được viết do ảnh hưởng của một bài aria trong vở nhạc kịch opera "Goyeska" của nhà soạn nhạc người Tây Ban Nha Enrique Granados. Sau khi được ca sĩ giọng nam trung người Mexico gốc Tây Ban Nha Emilio Tuero thu âm năm 1944, bài này đã được chuyển ngữ sang tiếng Anh lần đầu bởi nhạc sĩ dương cầm kiêm ca sĩ nổi tiếng Nat King Cole. Từ đó đã có hàng trăm ca sĩ trên khắp thế giới trình diễn bài này trong đó có Pedro Infante, Emily N. Perez, Dennis Colon, Javier Solis, The Beatles, Santanera Sonora, The Flamingos, Xavier Cugat cùng dàn nhạc, The Ventures, Sammy Davis Jr., Antonio Machin, Lucho Gatica, Placido Domingo, Luis Mariano, Sara Montiel, José Carreras, Ray Conniff và dàn nhạc, Andrea Bocelli, Frank Sinatra, Luis Miguel và Diana Krall vv… Bài Bésame mucho được dịch sang tiếng Anh với các tên Kiss Me Much, Kiss Me a Lot, Kiss Me Again and Again, embrassed-Moi cùng hơn 20 ngôn ngữ khác.